# ムリシ・ラマーリョ
ムリシ・ラマーリョ（Muricy Ramalho, 1955年11月30日 - ）は、ブラジル・サンパウロ州サンパウロ出身の元サッカー選手。サッカー指導者。現役時代のポジションはミッドフィールダー。ムリシ・ハマーリョと表記されることもある。

## 選手経歴
1970年代にサンパウロFCに在籍し、177試合出場して26得点した。当時サンパウロ州ではペレの後継者の一人として名が挙がっていた。1975年にはサンパウロ州選手権、1977年にはブラジル全国選手権で優勝した。1985年、膝の怪我により30歳で引退した。

## 指導者経歴

### クラブ
メキシコのプエブラFCで監督としてデビュー。1993年にはテレ・サンターナーのアシスタントコーチになった。1994年にはサンパウロのBチームとともにコパCONMEBOLを制覇。このチームには後からブラジル代表となるロジェリオ・セニ、ジュニーニョ・パウリスタ、デニウソンらがいた。同年にはAチームの指導を経験。1997年にはサンパウロのオフィシャル監督となったが数ヶ月で解雇された。
その後数クラブを渡り、2001年と2002年にクルーベ・ナウチコでペルナンブーコ州選手権連覇を果たした。クラブの12年ぶりのタイトル獲得監督となり、再びメディアの前に現れた。翌年SCインテルナシオナルに指導の場を移し、同チームをリオグランデ・ド・スル州選手権王者へと導いた。2004年にはサンパウロ州のADサンカエターノへと渡り、クラブの初タイトルを獲得（サンパウロ州選手権）。翌年再びSCインテルナシオナルへ戻り、州選手権優勝を獲得した。これにより、5年連続で州選手権王者となった。その活躍によりサンパウロFCがムリシを招集し、9年ぶりに古巣復帰となった。サンパウロFCでは2006年・2007年・2008年とブラジル選手権3連覇を成し遂げた。
2009年8月、成績不振のため、サンパウロFC監督を解任、同月SEパルメイラスの監督に就任。
2010年7月、ブラジルサッカー連盟からドゥンガ監督の後任としてブラジル代表監督に指名されたが、フルミネンセがラマーリョの代表監督への転出を拒否した為、ラマーリョのブラジル代表監督就任は白紙撤回という形となった。
2014年9月25日、体調不良を訴えたため、サンパウロ市内のサン・ルイス病院に緊急入院したことを明かした。2015年4月6日に胆石悪化による手術を理由にサンパウロFCの監督を辞任して以降は現場から離れた。
2015年12月、2016シーズンからCRフラメンゴで再び監督業に復帰することを発表した。5月26日、健康状態が思わしくないことから監督を辞任。

## タイトル

### 監督時代
サンパウロFC
- カンピオナート・ブラジレイロ・セリエA:3回（2006、2007、2008）
- コパCONMEBOL:1回（1994）
- コパマスターズCONMEBOL:1回（1996）

上海緑地申花足球倶楽部
- 中国FAカップ:1回（1998）

クルーベ・ナウチコ・カピバリベ
- カンピオナート・ペルナンブカーノ:2回（2001、2002）

SCインテルナシオナル
- カンピオナート・ガウショ:2回（2003、2005）

ADサンカエターノ
- カンピオナート・パウリスタ:1回（2004）

フルミネンセFC
- カンピオナート・ブラジレイロ・セリエA:1回（2010）

サントスFC
- コパ・リベルタドーレス:1回（2011）
- レコパ・スダメリカーナ:1回（2012）
- カンピオナート・パウリスタ:2回（2011、2012）